# U 111 (Kaiserliche Deutsche Marine)

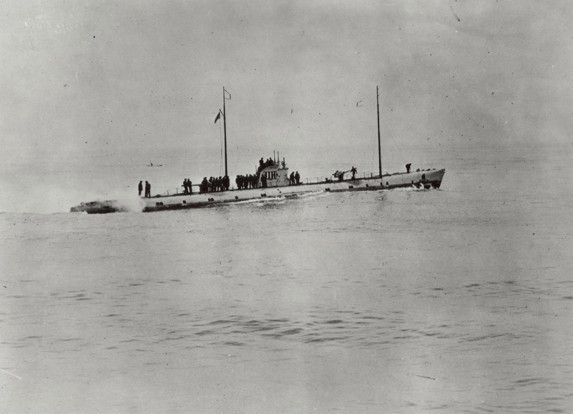
De U 111 in Amerikaanse wateren in 1919

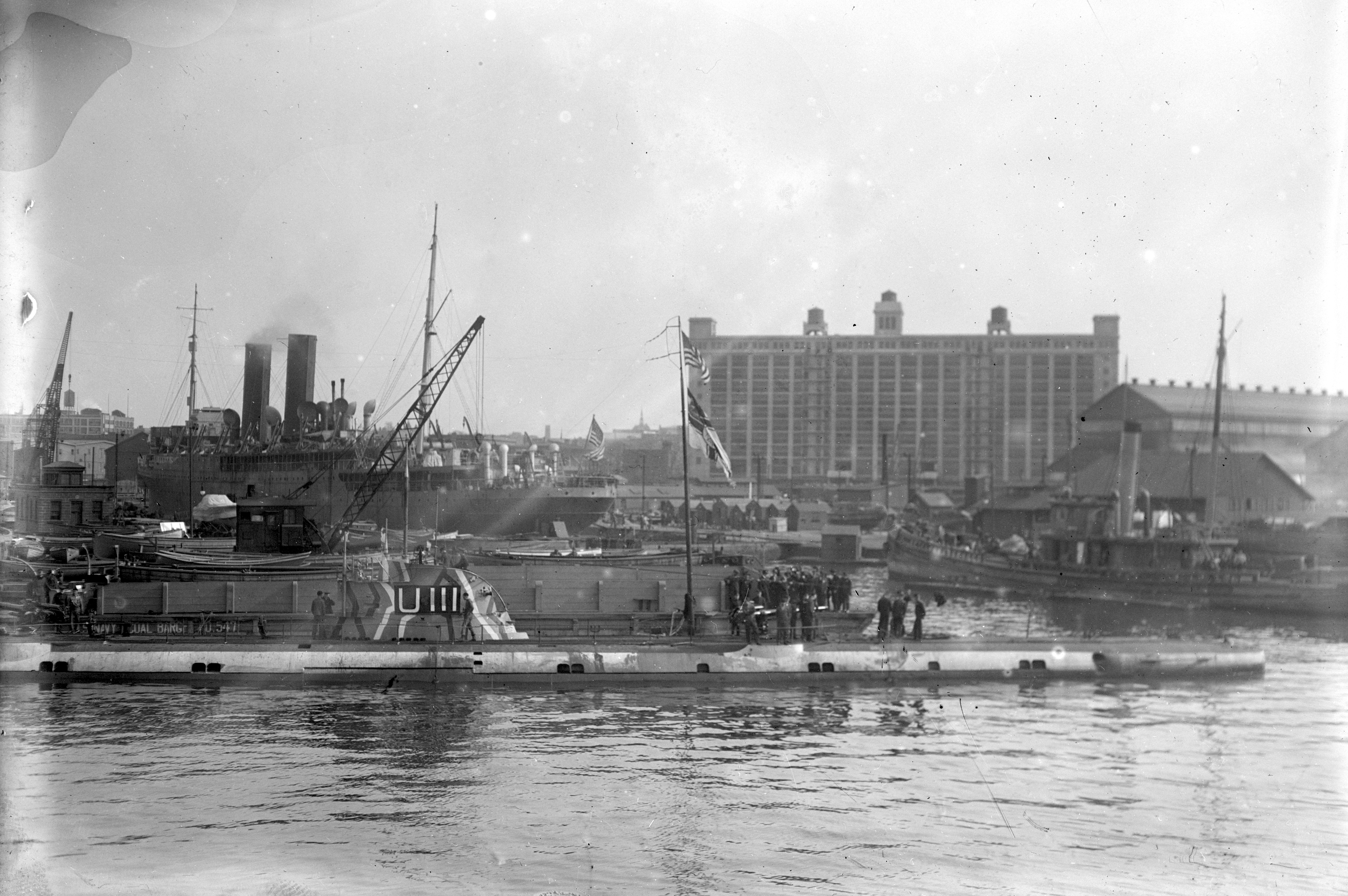
De U 111 in de haven van New York in 1919

De U 111 was een U-boot, een duikboot van de Kaiserliche Marine in de Eerste Wereldoorlog.
De U 111 werd gebouwd op de Germaniawerft in Kiel en afgewerkt op Bremer Vulkan in Vegesack en de tewaterlating gebeurde op 5 september 1917.
De dieselelektrische aandrijving gebeurde met twee MAN SE zescilinder dieselmotoren en twee Siemens-Schuckertwerke elektromotoren, die twee driebladige schroeven van 1,7 m diameter aandreven.
Tussen april en september 1918 voerde de boot drie lange patrouilles uit in Het Kanaal en de Ierse Zee, waarbij drie geallieerde schepen van samen 3011 registerton tot zinken werden gebracht:
- Verenigd Koninkrijk Stoomschip Boscastle
- Denemarken Motorschip Dronning Margrete
- Nieuw-Zeeland Zeilschip Rana

Op 20 november 1918 gaf de commandant de boot over aan de Royal Navy, waarna hij werd overgebracht naar Harwich.
In 1919 vroegen de Verenigde Staten aan de Britten om vijf Duitse onderzeeërs om de technologie te bestuderen, maar ook om er een parade mee te houden langs een aantal Amerikaanse havens. De US-regering wilde daarmee reclame maken voor de oorlogsobligaties die ze in omloop bracht om de oorlogskosten te financieren. De Britten stuurden vijf U-boten onder de voorwaarde, dat ze na een jaar onklaar zouden worden gemaakt.
Het onderzoek van de U 111 leidde tot de conclusie, dat het ontwerp veel te gecompliceerd was en moeilijk te onderhouden. Vervolgens werd de boot onderworpen aan beschietingsproeven door het leger en de marine. Ten slotte werd het, al lek geschoten, buiten Virginia op 18 juni 1921 tot zinken gebracht, drie zeemijl van Cape Henry. 101 jaar later, op 5 september 2022, werd het wrak van de U 111 bij toeval teruggevonden door de Amerikaanse marine-archeoloog Petkovic.